# کلوکووک
کلوکووک (به لهستانی:  Klukówek) یک روستا در لهستان است که در گمینا شویرچه واقع شده‌است.